# Demetrio Diamilla
Demetrio Diamilla, noto anche con lo pseudonimo di Demetrio Emilio Diamilla Müller (Roma, 8 settembre 1826 – Roma, 26 ottobre 1908), è stato un numismatico, agente segreto e astronomo italiano.

## Biografia
Era figlio di Gaetano, un funzionario della corte pontificia, e di Anna Navasquez. Ebbe dapprima una formazione umanistica, ma presto si interesso di studi scientifici. Nel 1846 si sposò con Maria Teresa Müller. All'epoca manteneva una corrispondenza con vari esponenti della cultura dell'epoca, tra cui Rosmini, Cesare Balbo, d'Azeglio e Gioberti.
Nel 1847 iniziò a lavorare alla Biblioteca Vaticana, dove mise mano al riordino del medagliere. Fondò quindi una rivista dedicata all'argomento, Memorie numismatiche, cui collaborarono, tra gli altri, studiosi come Cavedoni, Francesco Capranesi, Pietro Ercole Visconti. 
Nel 1848 partecipò alla prima guerra d'Indipendenza, al comando del generale Andrea Ferrari. Rientrato a Roma, nel 1849 entrò in contatto con Mazzini.
Dopo la fine della repubblica romana, Diamilla fu processato per essersi impadronito di monete e medaglie e fu condannato a venti anni. L'anno dopo fu graziato e dovette andare esule a Parigi. Qui lavorò all'osservatorio astronomico e riprese gli studi scientifici. Nel 1852 fondò una rivista, L'Ateneo italiano, assieme a Sebastiano De Luca.
Nel 1853 cambiò il cognome in Diamilla-Müller, aggiungendo cioè al proprio il cognome della moglie; da allora usò sempre il doppio cognome (a volte nella ulteriore forma di Diamillo Müller).
Il 1859 rientrò in Italia, a Torino. Nel 1861 fu presentato a Ubaldino Peruzzi, che, divenuto ministro dell'Interno, lo usò come agente nel 1863, inviandolo a Londra. Qui Diamilla incontrò nuovamente Mazzini e organizzò contatti di questi con Vittorio Emanuele II, che comunque non ebbero risultati positivi. Nel 1864 fu inviato dal re nuovamente a Londra, questa volta per controllare l'attività di Garibaldi. Dopo la terza guerra d'indipendenza Bettino Ricasoli lo inviò a Parigi, presso Napoleone III con cui Diamilla era stato in contatto anni prima. Lo scopo era cercare di risolvere alcuni contrasti sorti per l'annessione del Veneto. Questa continua attività per il governo della monarchia sabauda gli fecero perdere la fiducia di Mazzini e dopo il 1869 non ebbero più contatti.
Il frutto di questa attività è Politica segreta italiana, il suo lavoro più importante, pubblicato in tre edizioni. Oltre all'esposizione degli accadimenti che lo videro partecipe, vi sono allegati molti documenti, interessanti per la storia italiana del periodo 1863-1870.
Dopo Porta Pia approfondì gli studi scientifici che non aveva mai abbandonato. Negli ultimi anni di vita scrisse testi di memorie su vari periodi, sempre con nuovi documenti.

## Opere
- Illustrazione di una medaglia d'Adriano e ricerche sui di lui viaggi, Roma, 1846
- Risposta a quattro quesiti numismatici, Roma, 1847
- Memorie Numismatiche (rivista a cura di Demetrio Diamilla), Roma, 1847.
- Biografie autografe ed inedite di illustri italiani di questo secolo (a cura di), Torino, 1853
- Sulla causa produttrice delle aurore polari, Milano, 1872
- Eclisse totale del sole del 22 decembre 1870 (con Luciano Serra),  1872
- Il congresso meteorologico di Lipsia, Milano, 1873
- Giacinta Pezzana Gualtieri, biographie, 1880
- Politica segreta italiana (1863-1870), Torino, 1ª ed., 1880, 2ª ed., 1891
- Memorie e letture scientifiche, Torino, 1885